# Rhytidocaulon paradoxum
Rhytidocaulon paradoxum är en oleanderväxtart som beskrevs av Bally. Rhytidocaulon paradoxum ingår i släktet Rhytidocaulon och familjen oleanderväxter. Inga underarter finns listade i Catalogue of Life.